# ウエスタンリバー鉄道
- ディズニーパーク > 東京ディズニーリゾート > 東京ディズニーランド
  - アドベンチャーランド > ウエスタンリバー鉄道
  - 東京ディズニーランドのアトラクションの一覧 > ウエスタンリバー鉄道

ウエスタンリバー鉄道（ウエスタンリバーてつどう、英称:Western River Railroad、略称:WRR、W.R.R.）は、東京ディズニーランドにあるアトラクションの一つである。乗車口はアドベンチャーランドにあり、クリッターカントリー、ウエスタンランドを通過する。

## 概要
| ウエスタンリバー鉄道 Western River Railroad | ウエスタンリバー鉄道 Western River Railroad | ウエスタンリバー鉄道 Western River Railroad          | ウエスタンリバー鉄道 Western River Railroad          |
| ------------------------------------------- | ------------------------------------------- | ---------------------------------------------------- | ---------------------------------------------------- |
| オープン日                                  | オープン日                                  | 1983年4月15日 (東京ディズニーランドと同時にオープン) | 1983年4月15日 (東京ディズニーランドと同時にオープン) |
| スポンサー                                  | スポンサー                                  | タカラトミー                                         | タカラトミー                                         |
| 所要時間                                    | 所要時間                                    | 約15分                                               | 約15分                                               |
| 定員                                        | 定員                                        | 140名/1編成                                          | 140名/1編成                                          |
| 利用制限                                    |                                             | なし                                                 | なし                                                 |
| ファストパス                                | ファストパス                                |                                                      | 対象外                                               |
| シングルライダー                            | シングルライダー                            |                                                      | 対象外                                               |

ウエスタンリバー鉄道はTDLの東側にあり、アドベンチャーランドを出発し、クリッターカントリー、ウエスタンランドを経由してアドベンチャーランドへ戻ってくる蒸気機関車のアトラクション。一方通行の環状線である。アトラクションとしての鉄道であり、移動手段ではない。アトラクションではあるものの、機関車には実際に蒸気で動く蒸気機関車が使われている。
蒸気機関車は4両ある。いずれも19世紀のアメリカで使われていた機関車を模した形状で、協三工業が製造した灯油焚き機関車（以前は重油であった）である。それぞれ「ミシシッピ号」、「リオ・グランデ号」、「ミズーリ号」、「コロラド号」と、アメリカ合衆国を流れる河の名前がつけられている。それぞれの機関車に3両の客車がつく。
もともと、1983年4月15日に東京ディズニーランドと同時にオープンした際は「ミズーリ号」、「リオ・グランデ号」、「コロラド号」の3つだったが、輸送力増強を目的として、1991年10月から「ミシシッピ号」が加わった。そのため、「ミシシッピ号」はそれ以前の機関車とくらべ、形状が多少異なっている。
乗降できる駅は1つだが、それとは別に通過するのみ（風景の一つとして）の駅が存在する。それは「スティルウォーター・ジャンクション」という名で、出発してしばらくすると右手に見えてくる。乗降できない駅ではあるが、駅の内部まで細かく作られている。ほかにも、ウエスタンランドにも風景としての駅がひとつある。その名前は「ダスティベンド・デポッド」といい、ビッグサンダーマウンテンに差し掛かる場所（「キャンプ・ウッドチャック・キッチン」裏手）と見えてくる。
また、このアナウンスは常に同じ内容だが、アトラクションが改装中や長期運休中の時やパークの内容が大きく変わった時などは通常と異なるアナウンスが流れる。例として通常、ウエスタンランドへ入ったときは『ビッグサンダー・マウンテン』の紹介がされるが、『ビッグサンダー・マウンテン』が改装中のときはトム・ソーヤ島を紹介するアナウンスに変わった。また、『スプラッシュ・マウンテン』のオープン以降は『スプラッシュ・マウンテン』を紹介する内容が追加された。
2006年9月に、同アトラクションのスポンサーであるタカラトミー（契約自体は旧トミー時代に締結）が提供を一旦終了したが、再びタカラトミーとして改めてオフィシャルスポンサー契約を締結し、2007年4月1日からスポンサーに復帰した。
『ビッグサンダー・マウンテン』のトンネルに入ると『プライミーバル・ワールド』に突入することとなる。

アドベンチャーランドにあるアトラクションであるのに、名称が『ウエスタンリバー鉄道』となっているのは、通過するエリアが主にウエスタンランドだからである。

## キャスト
| 役名             | 声優     |
| ---------------- | -------- |
| ナレーション     | 青野武   |
| 乗車前アナウンス | 加瀬康之 |

## 経緯
本来、このアトラクションはディズニーランド（アナハイム）およびディズニーランド・パリの『ディズニーランド鉄道』や、マジック・キングダムの『ウォルト・ディズニー・ワールド鉄道』のようにパークを一周し、途中に駅を数ヶ所設置して移動手段として使えるアトラクションにする予定だった。しかし、開通当時の日本の地方鉄道法（現・鉄道事業法）の解釈では、私有地内であっても2地点以上を結ぶ鉄道輸送は「鉄道事業」とされ、鉄道法規に基づき鉄道事業の免許を受けることや運賃、ダイヤグラムの設定が義務付けられていたので、これを回避するため一駅のみの環状運転となった。もっともこれは当時の管轄陸運局（現：運輸局）によって運用の基準が曖昧で、東京陸運局は厳しく運用していた一方、名古屋陸運局（中部運輸局）では緩く、博物館明治村の蒸気列車や京都市電、修善寺虹の郷のロムニー鉄道は複数駅による移動手段であるが遊戯施設として解釈されている。
鉄道事業法の適用規制はその後緩和されており、規制緩和後に建設された東京ディズニーシーの「ディズニーシー・エレクトリックレールウェイ」では2点間輸送を行っているものの、同一私有地内の移動施設ということで鉄道事業法の適用を免れている。

## 路線データ
- 路線距離（営業キロ）：1.61km
- 軌間：762 mm (2 ft 6 in)
- 駅数：1駅（起終点駅含む）
- 複線区間：なし（全線単線）
- 電化区間：なし（全線非電化）
- 閉塞方式：自動閉塞式
- 最高速度：12km/h
- 保安設備：ATS(点制御)
- 運行形態：ツーマン運転

## 車両
- モデル
  - アメリカの本家ディズニーランドレールロード(DRR・軌間3ft=914mm)では、1925年4月製のボールドウィン・ロコモティブ・ワークス社製蒸気機関車(シリアル番号58367、軸配置B・0-4-0)を購入[8]。9万ドル以上をかけ、レストアと先輪を付けるなどの大幅な改造をした。1959年7月25日、4号機関車Ernest S. Marsh(軸配置1B・2-4-0)としてDRRで使用開始した[9]。
    - この改造時にモデルにしたのが1871年型ボールドウィン製テンダー式蒸気機関車の「モンテズマ号(Montezuma)」(軸配置1B・2-4-0)だった。これは、アメリカに存在した鉄道「デンバー・アンド・リオグランデ鉄道(軌間3ft=914mm) 」用に最初に製作された機関車[10]。

  - TDLの物はこの4号機関車をモデルにし、車体を5/8・軌間を5/6(2.5ft=762mm)に縮小、重油焚き蒸気機関車として協三工業へ特注した。現在は灯油焚きに改め、ウエスタンリバー鉄道で4両使用している。汽笛や蒸気を吐く音などが各車それぞれ異なる。連結器はウイリソン式簡易自動連結器（日立製作所製）。客車も協三工業で製作された。

### コロラド号
名称はコロラド川から。車体は赤色。車体番号は53。炭水車の側面には大きな文字で車体番号の「No.53」が書かれている。

### ミズーリ号
名称はミズーリ川から。車体は緑色で、カウキャッチャーと車輪、炭水車の一部に赤色が使われている。車体番号は28。ヘッドライトには滝の絵が描かれている。1982年（昭和57年）11月27日製造。

### リオ・グランデ号
名称はアメリカ合衆国を流れるリオ・グランデ川から。車体は朱色で、カウキャッチャーと車輪、炭水車には赤色でペイントされている。車体番号は25。ヘッドライトにはグリズリーベアが描かれている。

### ミシシッピ号
名称はミシシッピ川から。車体は青色で、サンドドームとスチームドーム、車輪、カウキャッチャー、操縦室部分、炭水車の一部には赤色が使われている。車体番号は20。ヘッドライトにはバッファローが描かれている。前述のとおり、この車両は1991年10月より運行を開始した増備車であり、サンドドームやスチームドーム、ヘッドライトのデザインが他の3両と比べて微妙に異なる。

## 補足事項
- 上記の4両の機関車は蒸気機関車を模したものではなく、実際にボイラーで水を温めて蒸気を発生させて走行する本物の蒸気機関車である。ただし、燃料は日本における一般的な蒸気機関車のような石炭ではなく、灯油（以前は重油）を燃焼させている。駅から出発する直前には、機関士が駅の隣にある給水塔から炭水車に水を入れる様子を見ることができる。
- 協三工業は蒸気船マークトウェイン号の蒸気機関も手がけている。
- 蒸気機関車の先端の左右には、以前はスポンサーであったトミーのロゴが描かれた旗があったが、2006年にトミーとタカラが合併したため、現在はタカラトミーの旗となっている。
- ウエスタンリバー鉄道の乗り場がある駅は「サファリ・トレーディング・カンパニー」[12]という会社が運営しているという設定である。また、サファリ・トレーディング・カンパニーは「ジャングルクルーズ」も所有しているということになっている。「ウエスタンリバー鉄道」と「ジャングルクルーズ」の乗り場が同じ建物内にあるのはこのためである。
- スティルウォーター・ジャンクションでは、本線からカブース（車掌車）のある線路が分岐しているように見えるが、実際には軌間が異なり、ポイントはなく本線直前で途切れている。なお、この駅は乗り換え駅という設定なので給水塔も存在する。
- スティルウォーター・ジャンクションはウォルトが少年時代を過ごしたミズーリ州の駅をイメージしたもの[2]。
- 途中、インディアン[13]のキャンプ地を通り過ぎるが、そこには多数のインディアンたち（のオーディオアニマトロニクス）がいる。さらに、列車に向かって手を振っている子どもたちは夏場は裸足だが、冬になるとモカシンを履き、ジャケットを着る。さらに、同じくインディアンのキャンプ地には絵を描いている男性がいるが、この男性はパークがオープンして10年ほど経ってから現れたものである。
- かつて、スポンサーのトミーから鉄道模型が発売されていた。軽便鉄道らしさを再現するため縮尺1/80で軌間9mmを使用したナローゲージで、車両単体のみ、および車両と線路・パワーパック（コントローラー）をまとめたセットが発売されていた[14]。このほか、1/45スケールの精密な展示台付き模型も存在した[15]。これらの製品はいずれもミシシッピ号の登場以前に生産終了となっているが、2017年現在、プラレールで列車を再現した製品が販売されている[16]。
- 駅に大きいジオラマがあり、軌間6.5mmZゲージのメルクリン製機関車を改造した車両が走行していた。
- スティルウォーター・ジャンクションのさらに先、路線の最も奥まった部分（プレーリードッグの巣付近）にポイント[17]があり、そこから左後方に車庫へとつながる側線が延びている（案内放送では一切紹介されない）。ウエスタンリバー鉄道の列車が車庫に入庫する場合は、このポイントから推進運転で入線する。なお、ポイントのある地点のやや先に列車停止標識が設けられている。ランド最東端隅（オリエンタルランド本社隣接）に位置する車庫は、全編成を格納できる検修庫も兼ねた屋根付き大型建物であるが、構造的には3編成分の建屋＋1編成分の建屋となっている。これは、開業9年目に「ミシシッピ号」が増備された際に、1編成分を後付けの形で増築したからである。
- スティルウォーター・ジャンクションを通過するとき踏切があるが、両側の道路は実際に運搬用（バックステージ）として使われている。この為、列車が通過する際に運搬用の車両などは、乗っているゲストから見えない位置に一時停止するようになっている。
- 普段は駅を発車する際などに汽笛を鳴らすが、カウントダウンイベントの特別営業時間帯は周囲の民家に考慮して鳴らさないようにしている。
- 花火の公演時間前後は運休となる[3]。
- ディズニー・パーティーエクスプレス!の期間中（2001年1月19日〜5月31日）は機関車にヘッドマーク、客車に旗が2本掲げられ、記念列車のごとく装飾がなされていた。
- 2010年度 - 2012年のクローズで全ての信号のLED化と、設置箇所の追加がされた。また車庫へとつながるポイント付近の入れ換え用信号機の高さが高く変更されている。
- アナウンスによれば、ウエスタンリバー鉄道での体験は乗り場の人々には秘密であるとのこと[18]。
- クリッターカントリー開発時にアメリカ河東側の線路をかなり河に沿うような形に敷き直されている。
- キャストのコスチュームは19世紀末から20世紀初頭に着用されていたものがモデルとなっている[19]。
- ビッグサンダー・マウンテンの横を通過したあとで、左側に太古の樹木『ジュラシック・ツリー（正式名：ウォマレイ・パイン）』が植えられている。この樹木は、原産国のオーストラリア・クイーンズランド州政府より東京ディズニーランドに寄贈されたものである。
- ミシシッピ号に搭載されているボイラーの性能検査有効期間が2023年5月18日で切れているにもかかわらず、同年6月5日までの19日間運行していたことが同月6日に判明したとして、同月9日に運営会社のオリエンタルランド名義で謝罪した[20][21]。